# Liste der Bodendenkmale in Hohenberg-Krusemark
In der Liste der Bodendenkmale in Hohenberg-Krusemark sind alle Bodendenkmale der Gemeinde Hohenberg-Krusemark und ihrer Ortsteile aufgelistet. Grundlage ist die Auflistung von Johannes Schneider aus dem Jahr 1986 und die Veröffentlichung der Landesdenkmalliste mit Stand vom 25. Februar 2016.  Die Baudenkmale sind in der Liste der Kulturdenkmale in Hohenberg-Krusemark aufgeführt.
| Denkmal-ID | Fundart             | Ortsteil             | Bezeichnung                 | Zeitstellung       | Lage                                               | Bemerkungen | Bild |
| ---------- | ------------------- | -------------------- | --------------------------- | ------------------ | -------------------------------------------------- | --- | ---- |
| 428310071  | Befestigung > Burg  | Altenzaun            | überbaute Burg              | Mittelalter        | östl. am Ort, sog. Gut ()                          | ursprüngliche Anlage durch neuzeitliche Bebauung nicht mehr erkennbar, keine Wall- u. Grabenreste. Die vorhandene Bebauung ist relativ gut erhalten. Seit 10. Juni 1989 unter Schutz!                                              |      |
| 428310324  | besonderer Stein    | Altenzaun            | Viertelmeilenstein          | Neuzeit (ab ~1500) | südl. Ortsausgang ·                                | Material: vermutlich Sandstein, weiß angestrichen, sichtbare Höhe: ca. 30 cm. Oben: ca. 32 × 32 cm, unten: ca. 38 × 38 cm. Der Stein verjüngt sich nach oben und läuft „spitz“ gerundet zu.                                        |      |
| 428310325  | besonderer Stein    | Altenzaun            | preußischer Rundsockelstein | Neuzeit (ab ~1500) | nordwestl. im Ort, vor dem Haus (Dorfstraße 8) ·   | Material: Granit (?), sichtbare Höhe: ca. 98 cm, Sockelhöhe: ca. 16 cm, oben schräg angefast, oberer Durchmesser: ca. 32 cm, unterer Durchmesser: ca. 60 cm, nach oben verjüngend und spitz zulaufend.                             |      |
| 428310145  | Befestigung > Burg  | Osterholz            | Burganlage (Niederungsburg) | Mittelalter        | nördl. vom Ort, „Rosenhof“ ()                      | Obertägig weder Wall- noch Grabenreste erkennbar. Ausgrabungen erbrachten als jüngste Funde wohl mittelslawisches Material. Wohl Ringwallanlage.                                                                                   |      |
| 428310072  | Befestigung > Burg  | Osterholz            | Befestigung, überbaute Burg | Mittelalter        | im Ort ()                                          | Durch neuzeitliche Bebauung und vermutliche Einebnung des Geländes ist die ursprüngliche Anlage nicht mehr erkennbar. Weder Wall- noch Grabreste vorhanden. Die noch vorhandenen Gebäude sind zum Teil in sehr schlechtem Zustand. |      |
| 428310087  | Befestigung > Wall  | Hindenburg           | Burgwall                    | Mittelalter        | im Ort (westl. Ortskern), westl. der Kirche (Lage) | Auf Privatbesitz. Nach der Wende wurde direkt auf der Anlage ein Wohnhaus und Nebengebäude errichtet. |      |
| ?          | Grabmal > Grabhügel | Schwarzholz-Polkritz | Hügelgräber                 |                    | (Lage)                                             | |      |